# Osbyholms slott
Osbyholms slott er et svensk slot i Hörby sogn i Hörby kommune i Skåne. Det ligger i nærheden af landsbyen Osbyholm.

## Historie
Gården Ousbygård omtales i, hvor Peder Jensen af slægten Saxtrup var ejer. I dag findes der stort set ikke spor tilbage efter denne gård. Slægterne Saxtrup og Skalder ejede Ousbygård i omkring 200 år. Björn Sörensen Saxtrup døde i 1595 og hans hustru Magdalene Nielsdatter Bild i 1585.
Slottet Osbyholm skal være opført i første halvdel af 1600-tallet, da gården var ejet af Lene Ramel, datter af Henrik Ramel på Bäckaskog slot. Slotsanlægget lå på en næsten kvadratisk borgholm, som var omgivet af brede, stenbeklædte voldgrave. Bygningen havde et ottekantet tårn, hvilket var ret usædvanligt på den tid. På Krapperup slot fandtes et lignende forsvarstårn, som var opført i 1570'erne. Dette antyder, at Osbyholm slot måske er fra før Lene Ramels tid. Under Karl 11.s skånske krig skal slottet have været brændt ned.
Da krigen var slut i 1679, var Ove Ramel ejer af slottet. Han bosatte sig straks efter freden på sin sjællandske gård, Borreby. Nogle år senere solgte han Osbyholm til Olof Nilsson Engelholm fra Malmø. Herefter blev det solgt til Cornelius Thijsen, adlet Anckerstierna, som var søhelt og blev friherre i 1692. Han købte i 1704 Knutstorp borg, hvor han bosatte sig, efter i 1697 at have solgt Osbyholm til lagmanden i Bohuslän, Alexander Cock. Ved dennes død i 1712 arvede hans tre brodersønner slottet. På et tidspunkt købte kaptajn Georg Christian Cock sin søster ud og blev i 1752 eneejer af Osbyholms slott. Han giftede sig samme år med Elsa Christina Beck-Friis fra Bosjökloster.
I 1750 var der gennemført en omfattende restaurering af Osbyholm. En mængde detaljer i interiøret viser, at det var indrettet i en smagfuld rokokostil. Også det ydre gennemgik en større forandring. En udbygning med renæssancegavl midt på gårdsiden blev nedlagt engang i 1700-tallet, og fløjene og parken blev moderniseret.
Efter Georg Christian Cocks død i 1778 solgte arvingerne Osbyholm til Rudolf Hodder Stjernswärd, men slottet blev tilbagekøbt med henvisning til førstefødselsretten af lagmand, senere landshøvding, Per Hultgren, adlet under navnet von Seth. I sit tredje ægteskab giftede han sig med den sidste Cocks datter, Maria Lovisa. I hans tid som ejer udvidedes godset ved køb af Lyby säteri.
Ved Per von Seths død i 1810 overtog hans adoptivsøn, Johan Boman, adlet von Seth, slottet, efterfulgt af dennes hustru, Sofia Cronacker, hvorpå de to ældste sønner, Carl Gustaf og Johan August von Seth, overtog ejerskabet. De to brødre frasolgte en del af det omfattende gods.
Slottet trængte efterhånden til en renovering, ligesom en udbygning var nødvendig for at give plads til to familier. I 1853 blev der derfor bygget et nyt midterparti med en tredje etage med fladt, balustradekantet tag. Tårnets højde blev forøget og fik en overetage i nygotisk stil med spir.
I 1931 lod friherreinde Anna Trolle slottet ombygge efter tegninger af arkitekten Leon Nilsson. I den forbindelse fjernede man den tredje etage, som brødrene von Seth havde tilføjet, og tårnets øverste del blev ændret og fik kobbertag i renæssancestil.
Mellem 1939 og 1984 var den norske skibsreder Anders Jahre ejer af slottet, hvorpå godsejer Anders Tuvehjelm med familie overtog det; de har siden 1987 forøget jorden betragteligt ved køb af nabogården Fulltofta.